# Androsace graminifolia
Androsace graminifolia är en viveväxtart som beskrevs av Cecil Ernest Claude Fischer. Androsace graminifolia ingår i släktet grusvivor, och familjen viveväxter. Inga underarter finns listade i Catalogue of Life.